# متلازمة اختلال التوازن المرتبطة بالغسيل الكلوي

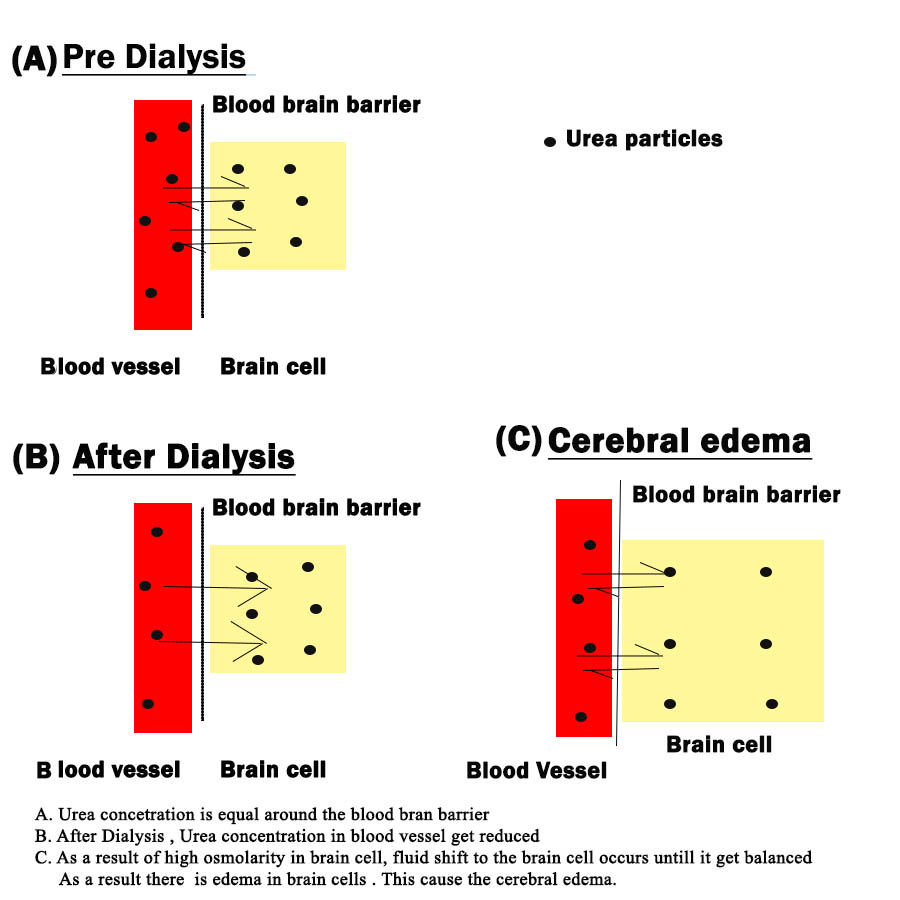

متلازمة اختلال التوازن المرتبطة بالغسيل الكلوي (بالإنجليزية: (Dialysis Disequilibrium syndrome (DDS)‏ هي عبارة عن علامات وأعراض عصبية تصيب مرضى الفشل الكلوي الحاد أو المزمن عند بدء الغسيل الكلوي لأول مرة أو عندما يتخطى مستوى [[kdjv,[dk d,vdh hg]l]] 150 مغم /ديسيلترK ومن الممكن ان تؤدي إلى الوذمة الدماغية.

## العلامات والاعراض
- الصداع
- التشوش الذهني
- الغثيان والتقيء
- الإرهاق وعدم الراحة
- ارتعاش العضلات
- انخفاض مستوى الوعي وقد تصل إلى الغيبوبة

## الأسباب
الاسباب والتفسيرات لهذه المتلازمة غير مفهومة لغاية الآن، لكن هناك نظريتان توضحان هذه المتلازمة:
- النظرية الأولى: تفترض ان انتقال اليوريا من خلايا الدماغ لدى مرضى الفشل الكلوي المزمن يصبح بطيئا مما يؤدي إلى ارتفاع تراكيز اليوريا في هذه الخلايا مما يؤدي إلى حدوث ظاهرة الأسموزية العكسية حيث تنتقل السوائل من الوسط الأعلى تركيزاً إلى الوسط الأقل تركيزاً.

- النظرية الثانية: تفترض ان تركيز المركبات العضوية تزداد في حالات اليوريمية لحماية الدماغ وتؤدي إلى حدوث ظاهرة الأسموزية العكسية كما بالنظرية الأولى، فعند بدء المريض بالغسيل الكلوي لأول مرة وبمعدل سرعة مرتفع تقل تراكيز هذه المواد في خلايا الدماغ بشكل مفاجئ مما يؤدي إلى انتقال السوائل من الوسط الأعلى تركيزاً إلى الوسط الأقل تركيزاً والوسط الأقل تركيزاً هنا هو الدماغ مما يسبب حدوث الوذمة الدماغية

## التشخيص
من العلامات السريرية الأولى التي تظهر عند المريض هو الصداع يتبعه التشوش الذهني ومن ثم بيدأ مستوى الوعي لديه بالانخفاض.
يتم إجراء التصوير الإشعاعي المقطعي لاستثناء بقية الأمراض التي من الممكن ان تسبب أعراض مشابهة لهذه المتلازمة.
حاليا يتم استخدام التصوير بالرنين المغناطيسي للمساعدة في فهم هذه المتلازمة.

## العلاج
الوقاية هي العلاج الأساسي لهذه الحالة حيث تكون جلسات الغسيل الكلوي الأولى أقصر وبمعدل سرعة منخفض مقارنة بالجلسات الاعتيادية لمرضى الفشل الكلوي المزمن الذين يعتمدون الغسيل الكلوي من فترة طويلة، أما في حالة حدوث هذه الحالة يجب وقف الغسيل الكلوي فورا ومن الممكن إعطاء المريض مدرات للبول مثل المانيتوب للتقليل من حجم السوائل المختزنة داخل الجسم.